# VI Железный легион
Легио́н VI «Феррата» (лат. Legio VI Ferrata Fidelis Constans) — римский легион, сформированный Гаем Юлием Цезарем в 52 году до н. э. Наименование Ferrata можно перевести как «железный», «бронированный», «закованный в броню». Легион просуществовал вплоть до IV века. Эмблемы легиона — бык и капитолийская волчица с младенцами Ромулом и Ремом.

## История
Легион был сформирован проконсулом Гаем Юлием Цезарем в 52 году до н. э. в Цизальпийской Галлии для борьбы с Верцингеториксом. Первым сражением, в котором принимал участие легион, была осада Алезии (современный Ализ-Сент-Рен, Франция). В 51 году до н. э. был размещён в Кабиллонуме (ныне Шалон-сюр-Сон). В следующем году участвовал в подавлении восстания карнутов в Кенабуме (ныне Орлеан).
В 49 году до н. э. его перевели в Испанию для участия в гражданской войне. Сражался в боях у Илерды в конце июня — начале августа 49 года до н. э., где получил титул «Испанский» (лат. Hispaniensis).
Во время гражданской войны 49—45 годов до н. э. легион был одной из самых мобильных боевых единиц Цезаря. Он воевал в Испании, после — в битве при Диррахии (современный Дуррес, Албания) в начале 48 года до н. э.; битве при Фарсале (Греция) в августе 48 года. «Железный» легион был с Цезарем в Александрии в 48—47 до н. э., где оборонял город от войск царя Птолемея XIII, потеряв в ходе боёв 2/3 личного состава; сопровождал Юлия Цезаря в Сирии и Понте, сыграл ключевую роль в разгроме Фарнака в битве при Зеле (современная Турция), произошедшей 2 августа 47 года до н. э. После этого сражения Цезарь приказал легиону возвратиться в Италию для получения наград и отличий.
17 марта 45 года до н. э. легион участвовал в битве при Мунде. После боя легион был расформирован, а его ветераны были расселены в районе Арля (современная Франция).
В 44 году до н. э., после гибели Цезаря, легион был воссоздан Марком Эмилием Лепидом. Участвовал в битве при Филиппах на стороне сил 2-го триумвирата, после чего вместе с Марком Антонием дислоцировался в Иудее, где помогал Ироду Великому в восхождении на трон (37 год до н. э.). В 36 году до н. э. участвовал в Парфянской кампании Антония.
Участвовал в 31 году до н. э. в морском сражении при Акциуме на стороне Марка Антония. После поражения и смерти последнего был переведён Октавианом в Сирию. Император не слишком доверял легиону, выступавшему на стороне его бывшего противника. Точное место, где легион стоял лагерем, неизвестно, но, предположительно, это была Рафанея (современный Израиль).
В 58 году легион участвовал в походе Корбулона в Армению, где оставался некоторое время.
67 год был отмечен восстанием евреев; отряд из легиона VI Ferrata вошёл в состав армии Цестия. Легат легиона был убит во время разгрома этого восстания.
В 69 году легион поддержал Веспасиана и отправился вместе с Муцианом в Италию. Однако судьба Империи была решена при Кремоне до того, как легион прибыл к месту назначения. В это время даки воспользовались гражданской войной, чтобы угрожать границам, и легиону было поручено сдерживать их, а его твёрдость заставила врагов уважать интересы Рима. После этого легион воссоединился со своими тыловыми частями в Сирии.

В 73 году Цезенний Пет повёл его в Коммагену и подчинил его силами эту страну. Легион встал лагерем в Самосате (современный Самсат в Турции). В 106 году вексилляция легиона участвовала в войне с даками. 

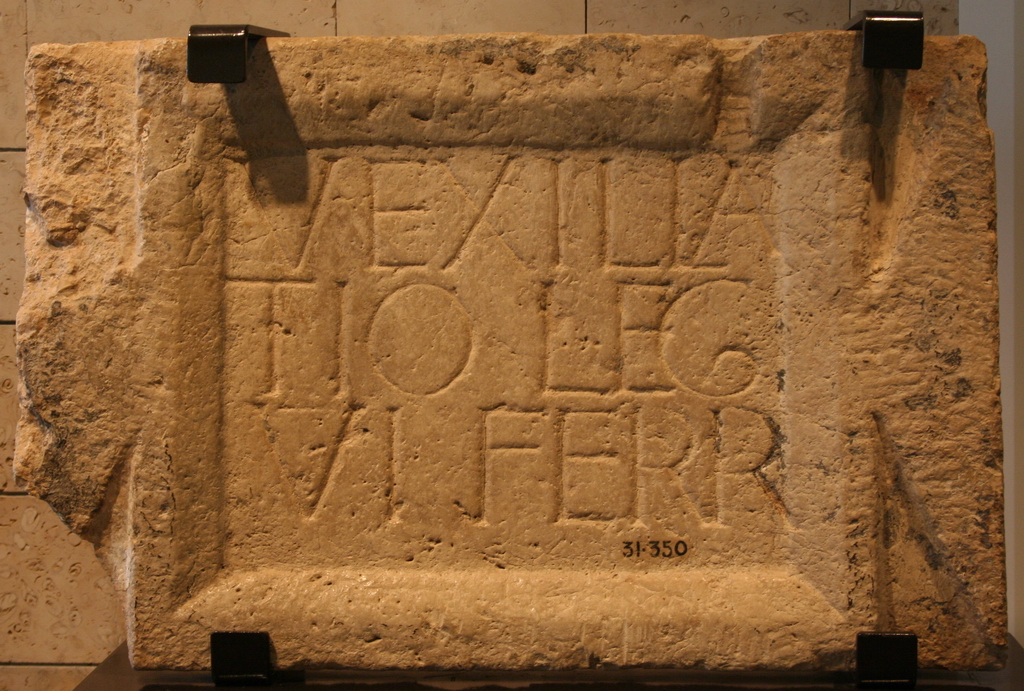
Памятная таблица VI легиона

В 114 году участвовал в армянской кампании Траяна, которая завершилась аннексией этого царства. В течение следующих двух лет Траян пытался захватить Месопотамию и Вавилонию, которые однако он не смог удержать. Его преемник Адриан отказался от всех территорий к востоку от Евфрата (117/118 год).
В 119 году был переведён в Аравию, откуда в 132 году вторгся в Иудею на подавление восстания Бар-Кохбы. После окончания восстания в 136 году разместился лагерем в Галилее, в городе Капаркотна, который вскоре стал называться Легио (от лат. Legio — легион).
Во времена Антонина Пия легион был временно переведён в Африку, где построил дорогу.
В 162—165 годах Луций Вер использовал легион в Месопотамии. Возможно, легион участвовал в захвате Ктесифона, столицы Парфии.
В 193 году легион встал на сторону Септимия Севера. За выступление против Песценния Нигера легион получает титул Fidelis Constans («вечно верный»).
В 215 году легион всё ещё находился в Палестине. Последнее упоминание легиона относится к правлению Филиппа Араба (241-249), который чеканил монеты с номером легиона.
Точные данные о расформировании легиона отсутствуют. В конце третьего века источники, связанные с легионом, резко сократились, и некоторые ученые полагают, что он был расформирован или уничтожен в бою. Однако недавние археологические исследования выявили следы существования легиона в 303/304 году в лагере Адру (совр. Удрух) восточнее Петры. К моменту составления Notitia Dignitatum легиона уже не было.

## Песня «Орёл Шестого легиона»

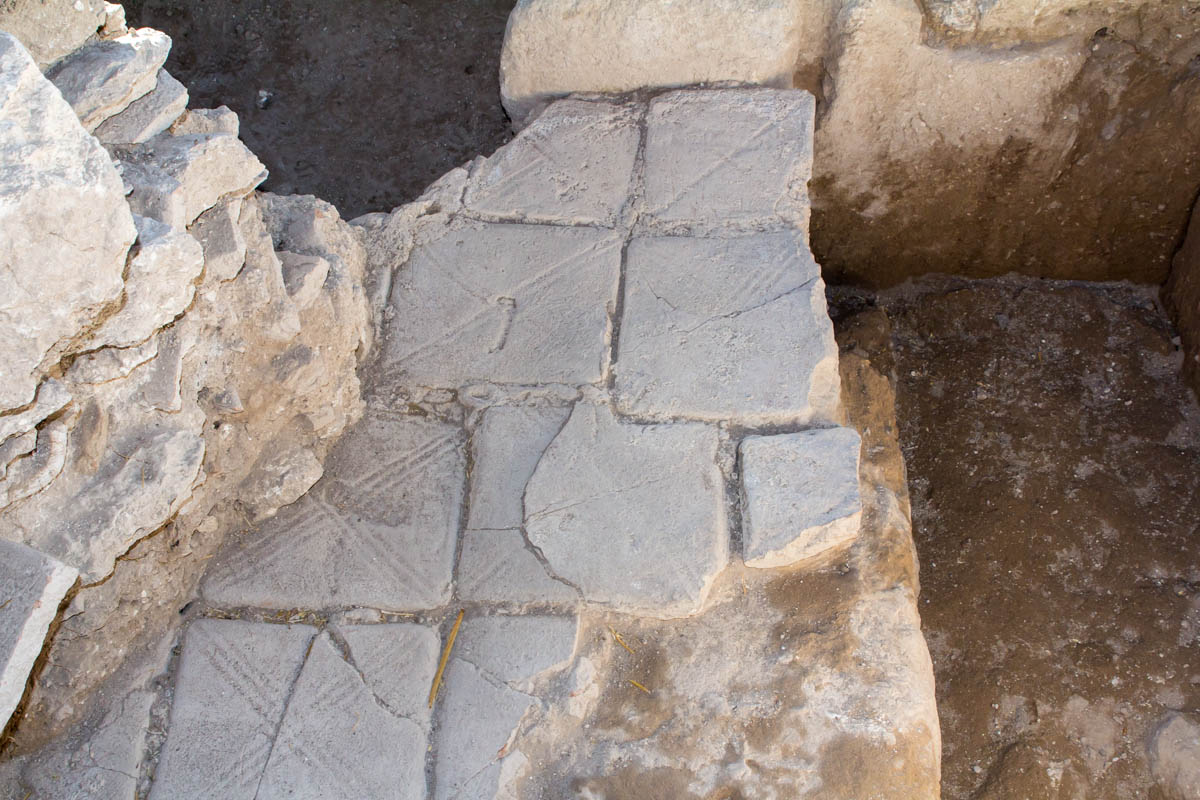
Раскопки в Легио

Железному легиону посвящена известная песня «Орёл Шестого легиона», исполняемая многими русскоязычными исполнителями. Первые два куплета были опубликованы в книге Иозефа Томана «После нас хоть потоп» в конце 1960-х годов, а продолжение было написано коллективом авторов: Владимир Рудаков — автор идеи гимна, Александр Козлов — автор текста, Владлен Колногоров — автор партитуры. Крым, Херсонес, Крымская археологическая экспедиция, лето 1976 года. Это гимн исторических факультетов Брянского государственного университета имени Петровского и Уральского государственного университета имени Горького. Также считается классическим музыкальным сопровождением археологических экспедиций.

## Раскопки в Легио
В 2013 г. начались раскопки лагеря Железного легиона на окраине кибуца Мегиддо. В сезон 2017 г. были обнаружены останки монументальных ворот лагеря. Там же обнаружена церковь III века — один из самых ранних памятников христианской архитектуры. Это первый лагерь римского легиона, исследованный археологами в восточной части Римской империи.